# Dariush Grand Hotel
Dariush Grand Hotel (perzijski: هتل بزرگ داریوش) iranski je luksuzni hotel s 5 zvjezdica koji se nalazi na otoku Kiš na istočnoj obali Perzijskog zaljeva. Nazvan je prema starovjekovnom perzijskom kralju Dariju Velikom.

## Izgradnja
Oblikovanje Dariush Grand Hotela inspiriran je starovjekovnim Perzepolisom, simbolom slave i sjaja drevne iranske civilizacije Ahemenidskog Perzijskog Carstva. Hotel je projektirao i financirao iranski poduzetnik Hossein Sabet koji je vlasnik brojnih turističkih objekata i hotela na Kanarima. Uređenje hotela završteno je 2003. godine, a vodi ga nekoliko uglednih turističkih kompanija.

## Gospodarenje
Belgijska kompanija Rezidor Hotel Group je 7. svibnja 2004. objavila kako preuzima upravljanje Dariush Grand Hotelom idućih 10 godina, no ugovor s vlasnikom prekinut je 2006. godine. Od tada hotel vodi trenutno nepoznata tvrtka.

## Galerija
- Ulaz u hotel
- Pročelje
- Hotelski park
- Prilaz hotelu; kolonade stupova i reflektirajući bazen
- Stupovi inspirirani onima iz Perzepolisa

## Vanjske poveznice
- Dariush Grand Hotel, službena web stranica
- Dariush Hotel Images  Arhivirana inačica izvorne stranice od 18. listopada 2012. (Wayback Machine)
- Galerija fotografija
- Fotografije interijera i eksterijera